# اکوکاردیوگرافی دوپلر

دریچه میترال

اکوکاردیوگرافی دوپلر روشی است که در آن قلب انسان توسط امواج فراصوت مورد معاینه قرار می گیرد. یک اکوکاردیوگرام از امواج صوتی با فرکانس بالا استفاده می‌کند تا تصویری از قلب را به نمایش در آورد. در این روش استفاده از فناوری دوپلر نیز جریان و مسیر خون را با استفاده از فناوری اثر دوپلر مشخص می کند.